# Milbeaut
Milbeaut（ミルビュー）は、ソシオネクストが製造するイメージング・プロセッサのブランド名、及びそのブランドで展開された製品群である。主要製品にはARMアーキテクチャのマルチコアを搭載している。

## 概要
「Milbeautシリーズ」は2000年（平成12年）に初めて携帯電話に搭載され、近年は各種用途ごとに最適なプロセッサが開発され、デジタル一眼レフカメラ、コンパクトデジタルカメラ、携帯電話等の各社製品に採用されている。特に携帯電話向けプロセッサーは「Milbeaut Mobileシリーズ」と称する。